# 107 км (зупинний пункт, Придніпровська залізниця)
107 кіломе́тр — залізничний пасажирський зупинний пункт Кримської дирекції залізничних перевезень Придніпровської залізниці.
Розташований у місті Керч (фортеця Єні-Кале), АР Крим на лінії Владиславівка — Крим між станціями Керченський Завод (11 км) та Крим (2 км).
Станом на серпень 2019 р. пасажирське сполучення відсутнє.